# Phyllanthus argyi
Phyllanthus argyi är en emblikaväxtart som beskrevs av Augustin Abel Hector Léveillé. Phyllanthus argyi ingår i släktet Phyllanthus och familjen emblikaväxter. Inga underarter finns listade i Catalogue of Life.